# Manuel Castro Ruiz
Manuel Castro Ruiz (ur. 9 listopada 1918 w Morelii, zm. 18 listopada 2008 w Méridzie) – meksykański duchowny rzymskokatolicki, arcybiskup jukatański.

## Biografia

### Młodość i prezbiteriat
W 1930 wstąpił do niższego, a następnie wyższego seminarium duchownego w Morelii. W czasie antyklerykalnych prześladowań w 1935 i 1936 seminarium przeniosło się na wieś, a w 1937 zostało całkowicie rozwiązane. Wówczas został wybrany przez rektora ks. Fernando Ruiza y Solórzano, do kontynuacji studiów w Rzymie. Studiował teologię i filozofię na Piusowym Papieskim Kolegium Latynoamerykańskim i Papieskim Uniwersytecie Gregoriańskim. Studiów tych nie dokończył z powodu ewakuacji seminarzystów z Rzymu w 1940, wyniku wojny w Europie. Powrócił wówczas do Meksyku i dokończył naukę w seminarium w Puebla. 19 czerwca 1943 otrzymał święcenia prezbiteriatu.
Po święceniach pracował duszpastersko w wiejskich parafiach w Irapeo i Zurumbeneo. Później był sekretarzem arcybiskupa Morelii Luisa Maríi Altamirano y Bulnesa. Pełnił także kierownicze stanowisko w szkole katolickiej. Jego ostatnim stanowiskiem przed nominacją biskupią był urząd rektora seminarium duchownego w Morelii.

### Episkopat
21 lipca 1965 papież Paweł VI mianował go biskupem pomocniczym archidiecezji jukatańskiej oraz biskupem tytularnym cincarińskim. Promotorem awansu był jego dawny rektor z seminarium w Morelii, a wówczas arcybiskup jukatański Fernando Ruiz y Solórzano. 27 grudnia 1965 w katedrze św. Ildefonsa w Méridzie przyjął sakrę biskupią z rąk arcybiskupa jukatańskiego Fernando Ruiza y Solórzano. Współkonsekratorami byli koadiutor arcybiskupa Morelii Manuel Martín del Campo Padilla oraz biskup Ciudad Altamirano Juan Navarro Ramirez.
Jako ojciec soborowy wziął udział w IV sesji soboru watykańskiego II.
21 lipca 1965 ten sam papież mianował go arcybiskupem jukatańskim.
Propagował prowadzenie duszpasterstwa w języku maya. Doprowadził do zatwierdzenia przez Stolicę Apostolską Pisma Świętego oraz mszału rzymskiego w tym języku. Zorganizował kongres duszpasterzy języka maya. Promował apostolstwo świeckich.
15 marca 1995 przeszedł na emeryturę. Zmarł 18 listopada 2008 w klinice w Meridzie. Pochowany został w katedrze w Meridzie.

## Rodzina
Jego rodzicami byli właściciel fabryki cygar Pastor Castro Tinoco i Mercedes Ruiz Ramírez. Jego rodzice sponsorowali powstańców Cristero.